# Friedlandi csata

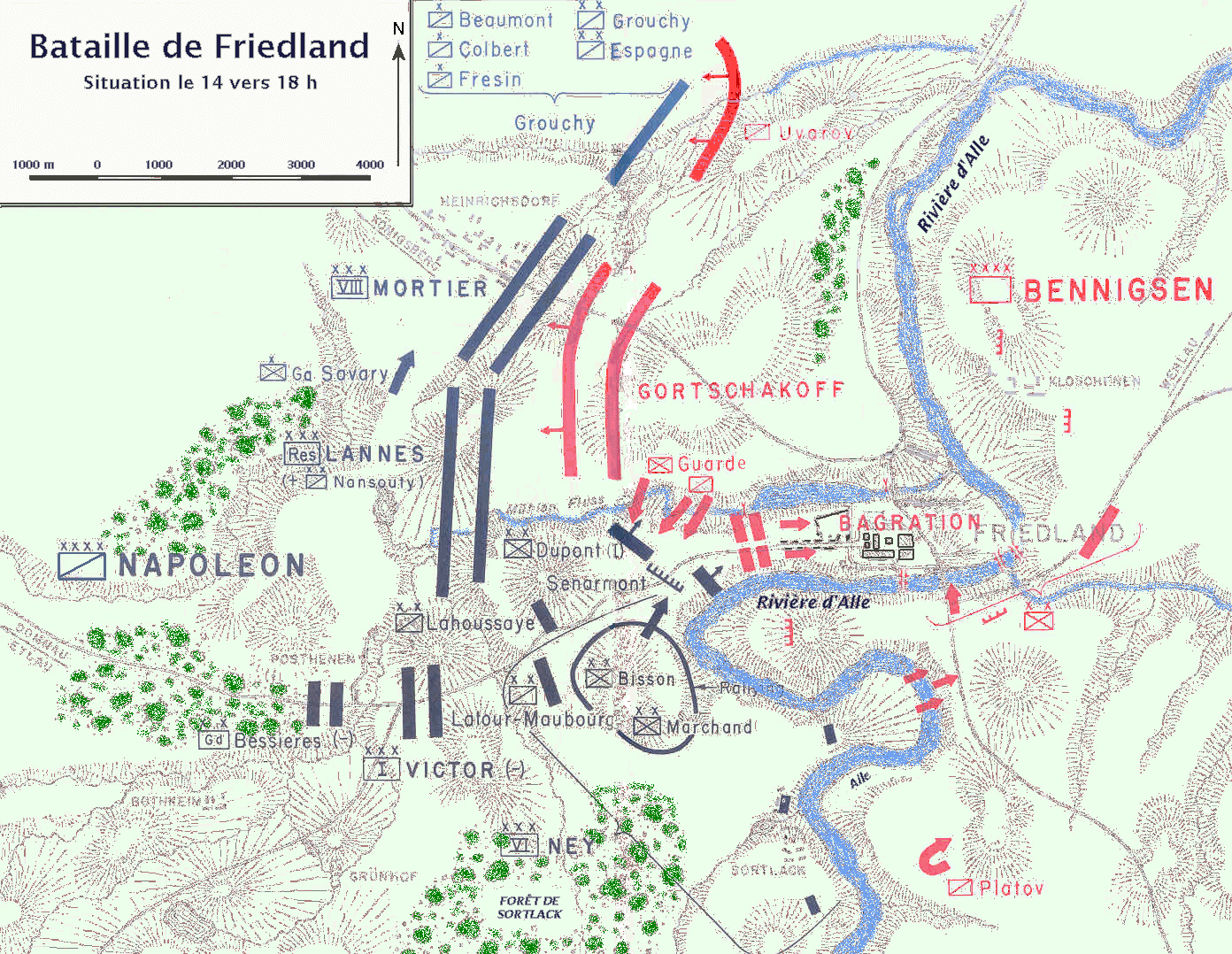
A friedlandi csata

A friedlandi csata (1807. június 14.) Napóleon császár győztes csatája, amely kárpótolta őt az Eylaunál elszenvedett kudarcért.

## Előzmények
Az Osztrák Császárság és a Porosz Királyság legyőzése után Napóleon császár a negyedik koalíció utolsó, még harcoló állama, az Orosz Birodalom ellen fordult. A csatára Friedlandnál (ma Pravgyinszk, Oroszország) került sor, a kelet-poroszországi Königsbergtől (ma Kalinyingrád) 43 km-re délkeletre.

## A csata
Napóleon hatalmas seregének 80 000 katonája (közöttük lengyel, holland, olasz és német egységek) álltak szemben Bennigsen tábornok 58 000 főnyi orosz hadseregével. Az orosz csapatok zöme Friedlandnál átkelt az Łyna (Alle) folyó nyugati partjára, és június 14-én reggel megtámadta Jean Lannes marsall elszigeteltnek látszó hadtestét. Lannes marsall a több mint kétszeres túlerővel szemben kilenc óra hosszan állta Bagratyion herceg vezette orosz rohamokat, ezalatt Napóleon összevonhatta erőit. 
Délután öt órakor Napóleon mintegy 65 000 emberével megindította a főtámadást, és alig két óra alatt a kicsiny Friedland faluba szorította be az orosz hadsereg déli szárnyát. Az itt összeszorult oroszokat a közelről tüzelő francia ágyúk kartácstűzzel lekaszabolták. Az orosz katonák egy része elesett vagy fogságba került, a többieket beszorították a folyóba, amelynek hídjait a franciák már előzőleg lerombolták.

## Eredményei
Bennigsen hadserege felmorzsolódott, és másnap szövetségese, a porosz Anton Wilhelm von L’Estocq tábornok – mintegy 25 000 emberével – feladta Königsberget és visszavonult Tilsitbe. A franciák megszállták Königsberget. Napóleon császár ennek eredményeként köthette meg I. Sándor orosz cárral a tilsiti béke szerződést. 